# Марія-Анастасія Казимирівна
Марія-Анастасія (бл. 1164 — ?) — польська принцеса, велика княгиня київська, дружина Великого князя Київського Всеволода Святославича Чермного.
Донька князя Польщі Казимира II та королеви Олени Ростиславни.
Точна дата народження та смерті невідома. Найбільш імовірними датами народження є 1164 або 1167 р.
Великий князь Київський Святослав Всеволодович, пам'ятаючи, наскільки плідним був союз його батька та польського князя Владислава II, хотів відновити родинні зв'язки з польськими правителями. Він домовився про шлюб свого сина Всеволода Чермного з дочкою великого князя польського Казимира — Марією-Анастасією.
Весілля відбулося у 1178—1179 р. Всеволод Святославич, князь чернігівський, тричі посідав київський престол, брав участь майже у всіх міжусобних війнах того часу в Київській Русі.
Молодший брат Марії-Анастасії — Конрад І Мазовецький 1207 р. також взяв собі дружину з Чернігівського дому — Агафію Святославну.

Діти:
- Михайло Всеволодович (вб. 1246) — князь Чернігівський, Новгородський, Київський, Галицький.
- Андрій Всеволодович (ум. 1263) — князь Чернігівський.
- Агафія Всеволодівна (уб. 1238) — з 1211 дружина Юрія Всеволодовича Владимирського.
- Віра-Олена Всеволодівна — після 1208 видана заміж за Михайла Всеволодовича Пронського.